# دهستان تهدتشو
دهستان تهدتشو (به لاتین: Thedtsho Gewog) یک دهستان در کشور بوتان است که در ناحیهٔ وانگدودودرنگ واقع شده‌است.